# Habitatge al carrer Major, 37 (Hostalric)
L'edifici situat al carrer Major, 37 és una obra del municipi d'Hostalric (Selva) inclosa en l'Inventari del Patrimoni Arquitectònic de Catalunya.

## Descripció
És una casa entre mitgeres situada al nucli urbà, al carrer Major. Consta de planta baixa, dos pisos i terrat. A la planta baixa hi ha un encoixinat. Actualment hi ha la galeria d'art de la família Dauder i una porta. Al segon pis la façana és arrebossada hi ha un gran finestral (amb llinda que imita un arc conopial però invertit) amb balcó que ocupa gran part de la façana, amb una barana de ferro forjat i sostingut per mènsules. El segon pis segueix la mateixa estructura del primer, però les dimensions són més reduïdes. Als laterals de l'edifici unes pilastres estriades amb uns capitells amb uns motius ovulars que sostenten falsament, les cornises horitzontals que separan cada pis visualment. L'edifici està per un terrat amb una barana feta d'obra.